# Tora Augestad
Tora Karen Elisabeth Augestad (Bergen, 10 de diciembre de 1979) es una cantante y música noruega, directora musical y actriz. Se enfoca en jazz, teatro musical, música contemporánea y cabaret. Su debut en el escenario fue el papel principal en "Annie" en 1994, y ganó el concurso de talentos noruego en 1993 en TV 2.

## Educación

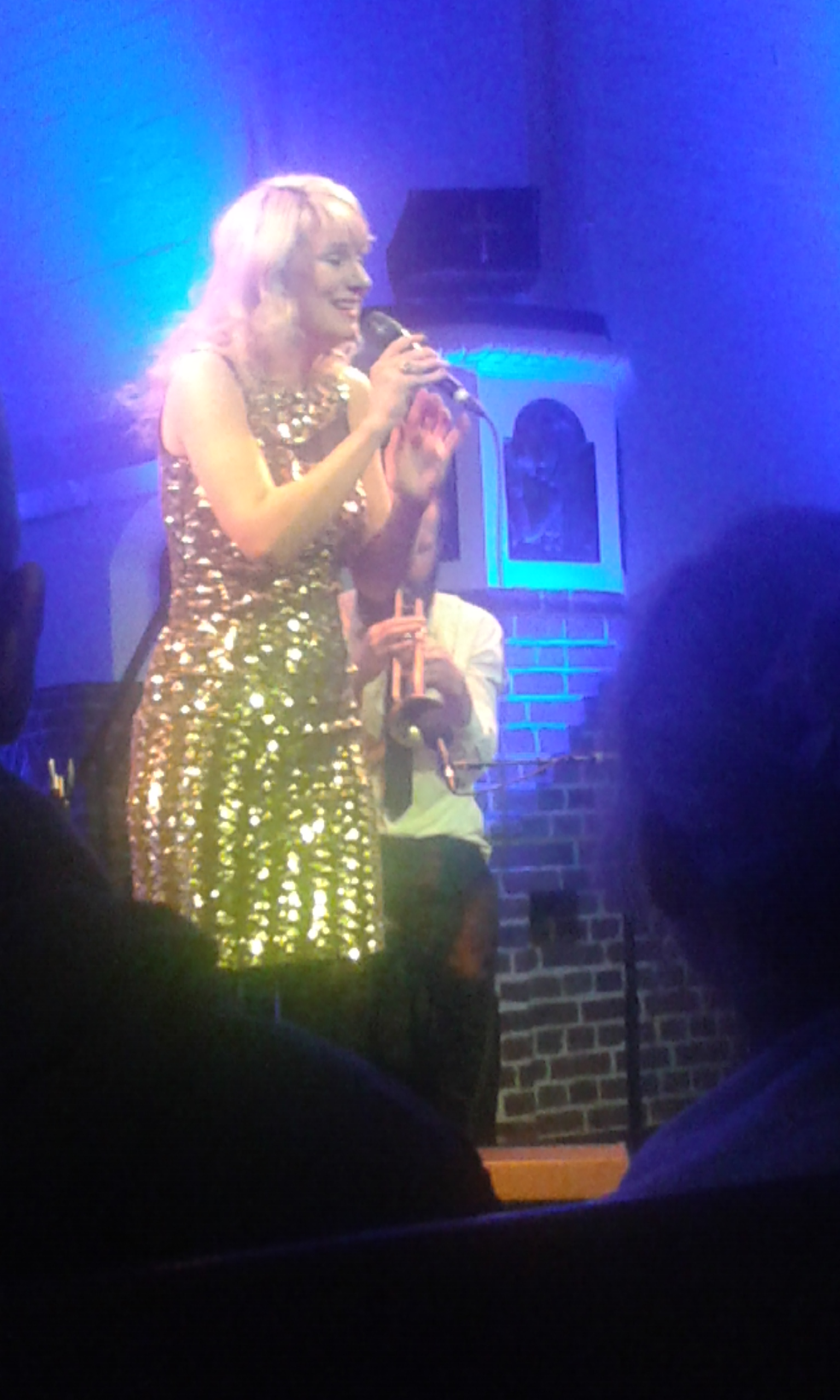
Augestad y Mathias Eick con música durante un tiempo en Bergen 18 de diciembre de 2014.

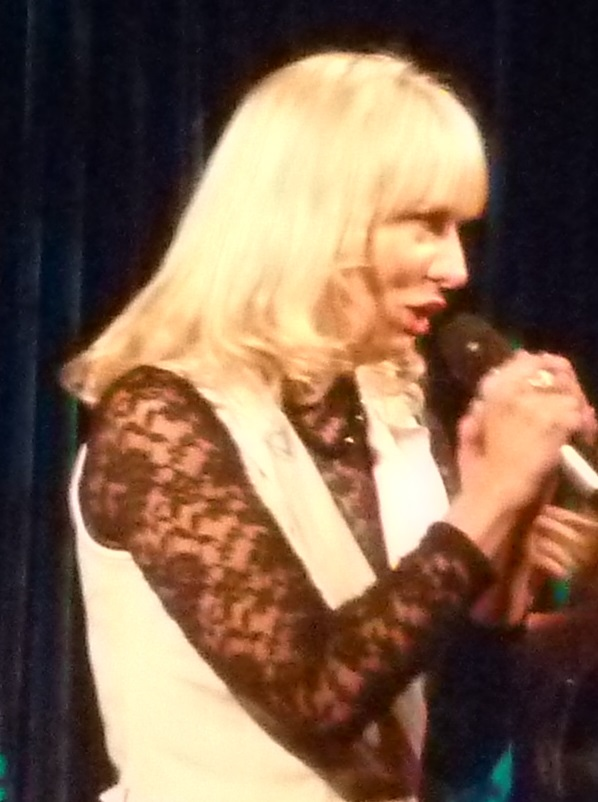
Augestad con Pitsj en Ingensteds en Oslo, 10 de septiembre de 2016.

Augestad nació en Bergen, es hija de Kate Augestad, vocalista del Programa 81/82 (nacida en 1956).
Se educó en la Norges Musikkhøgskole en Oslo y en la Kungliga Musikhögskolan en Estocolmo y ha estudiado canto con Torsten Föllinger y Ståle Ytterli, tanto de música clásica como de jazz. Tiene una maestría en canto de cabaret en Norges Musikkhøgskole con especial énfasis en Hanns Eisler, Kurt Weill y cabaret estadounidense.

## Carrera
Augestad cantó en Det Norske Solistkor (2000-2005) y la banda vocal Pitsj (1999-2006). Es la cantante principal del conjunto Music for a While, con el lanzamiento discográfico Weill Variations (2007). Lanzaron su segundo álbum Graces that refrain (2012) acompañado de una gira por Noruega. Su tercer lanzamiento fue el álbum Canticles of Winter (2014).
Augestad ha sido solista en el espectáculo The Source: Of Christmas con "The Source", participó en varios cabarets y óperas es y ha sido actor/cantante en "Teater Ibsen" en Skien así como en el Riksteatret. Dirigió el "Norges ungdomskor" (200-06). Ella está cantando en el trío BOA, ha sido solista con varias orquestas y conjuntos, incluida la Oslo Sinfonietta durante el "Oslo Kammermusikkfestival".
Augestad se mudó a Berlín en 2007 y actualmente ha estado trabajando con algunos de los conjuntos líderes de música contemporánea de Europa, incluidos Ensemble Modern y Klangforum Wien. El 15 de octubre de 2010 fue invitada en Beat for beat, un programa de NRK1.
Desde 2009 ha trabajado con el director estrella suizo Christoph Marthaler. Ha participado en las siguientes producciones suyas en la ópera de Basilea: como solista en "Wüstenbuch" (ópera de Beat Furrer), en "Meine faire Dame - ein Sprachlabor" y "Lo Stimolatore Cardiaco".
Augestad debutó en 2012 en la Ópera de Zúrich en una nueva producción de Christoph Marthaler con la solista Anne Sofie von Otter, entre otros.

## Discografía

### Álbumes en solitario
Dentro de la Music for a While incluso con Stian Carstensen, Mathias Eick, Martin Taxt y Pål Hausken
- 2007: Weill Variations (Grappa Music)
- 2012: Graces That Refrain (Grappa Music)[10]
- 2014: Canticles of Winter (Grappa Music)

Dentro de 'Augestad & Waagaard Duo'
- 2010: Over The Piano: American Cabaret Songs (Música Noruega)

Dentro de 'BOA Trio' incluso con Morten Barrikmo y Tanja Orning
- 2013: BOA mOOn Over tOwns (Grappa Music)

### Colaboraciones
Dentro de 'Pitsj'
- 2006: Pitsj (Grappa Music)[11]

Con 'Kammerkoret Nova' y Anne Karin Sundal-Ask
- 2012: To Whom We Sing (Lawo Classics)

Con Trygve Seim, Frode Haltli y Svante Henryson
- 2016: Rumi Songs (ECM Records)

Con la Orquesta Filarmónica de Oslo
- 2018: Portraying Passion: Works by Weill/Paus/Ives (Lawo Classics), con obras de Kurt Weill, Marcus Paus y Charles Ives